# Aeroporto Regional de Sioux Falls
O Aeroporto Regional de Sioux Falls (em inglês: Sioux Falls Regional Airport) (IATA: FSD, ICAO: KFSD) é um aeroporto localizado em Sioux Falls, no estado da Dakota do Sul, nos Estados Unidos.